# Vilém Bitnar

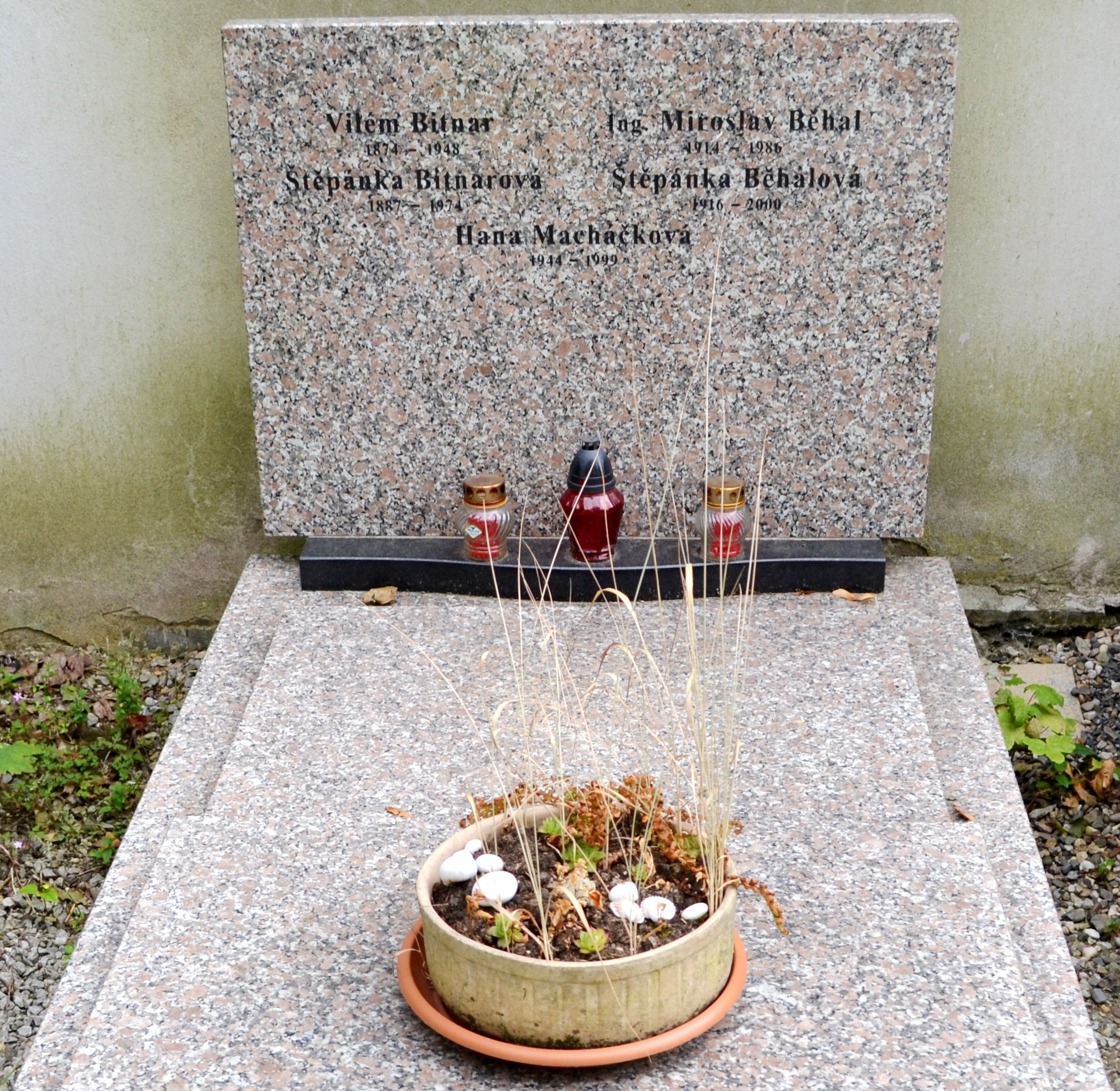
Hrob Viléma Bitnara na hřbitově v Praze 6 – Břevnově

Vilém Bitnar (11. dubna 1874, Zbečník u Hronova – 12. října 1948, Praha) byl český literární a kulturní historik, spisovatel a publicista katolické orientace, jeden z hlavních představitelů katolické moderny. Byl i organizátorem katolického kulturního života, psal do revue Akord, novin Našinec, encyklopedie Český slovník bohovědný, založil týdeník katolické inteligence Nový věk a literárně-filozofický časopis Meditace. Patří k jedněm z největších českých znalců barokní literatury.

## Pseudonymy
Miloš Babor, Václav Bidlo, Miloš Hlavatý, Jan Hurdálek, Pavel Valenta, Jiří Zaháň, Karel Jezbera, Jan Kaněra, Jan Kustoš, Václav Kristián Popel, Hanuš Pučálka, Jan Semerák, Jan Chorinus.

## Dílo
- Čítanka svatojanská, uspořádal Vilém Bitnar, Dědictví sv. Jana Nepomuckého, Praha 1932, 1. vydání
- Vilém Bitnar, Vojtěch Pakosta. Život a dílo, Deštná, Nákl. Kroužku rodáku z Deštné a okolí 1935
- Vilém Bitnar, Zrození barokového básníka, Praha 1940
- Vilém Bitnar, Postavy a problémy českého baroku literárního, Praha, Cyrilo-Metodějské knihkupectvi G. Francla, 1939
- Vilém Bitnar, Inferiorita české literatury katolické, Václav Petr 1941
- Vilém Bitnar, Josef Hanák, V. Petr, 1941
- Na paměť F.B. Vaňka, uspořádal Vilém Bitnar, Praha 1947
- Vilém Bitnar, O podstatě českého literárního baroku, Vyšehrad 1941
- Vilém Bitnar, Jan z Jenštejna: Mariánský a eucharistický horlitel české gotiky